# Bromyrtjärnen (Malå socken, Lappland, 721449-163858)
Bromyrtjärnen är en sjö i Malå kommun i Lappland och ingår i Umeälvens huvudavrinningsområde. Bromyrtjärnen ligger i Vindelälven Natura 2000-område.